# Boterbabbelaar

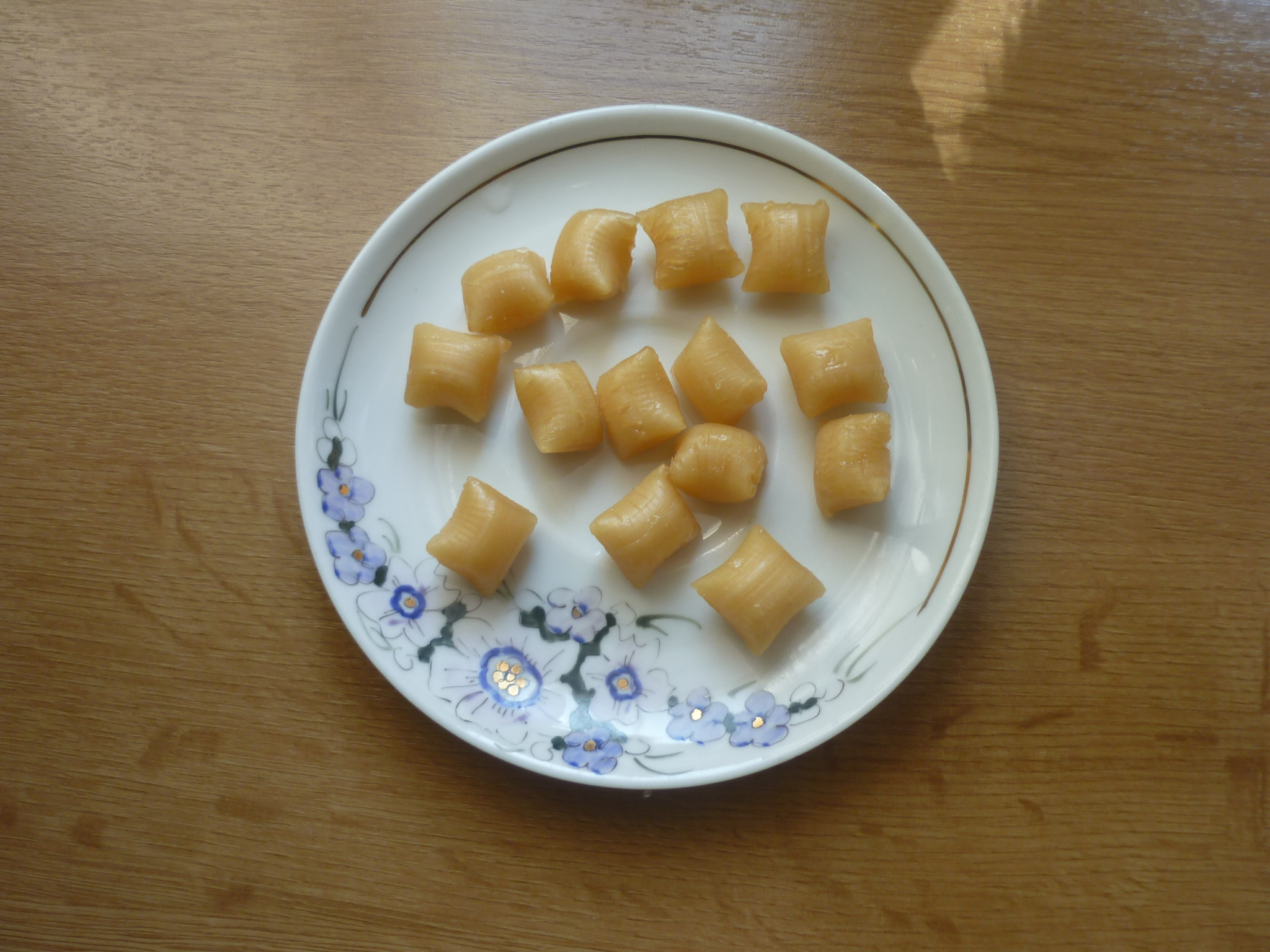
Cukierki maślane

Boterbabbelaar lub roomboterbabbelaar – holenderski cukierek maślany. Twardy cukierek do ssania, koloru beżowego, o łagodnym, słodkim, maślanym smaku. Cukierki te są tradycyjnym produktem regionalnym charakterystycznym dla prowincji Zelandii.

## Historia
Tradycyjne cukierki były wcześniej wyrabiane w chłopskich domach w soboty na własny użytek. W sklepie na rynku w Middelburgu (stolicy prowincji) cukierki są produkowane i sprzedawane od 1892 roku. W dalszym ciągu ich wytwarzanie odbywa się według receptury opracowanej przez J.B. Diescha, założyciela firmy, który był cukiernikiem przybyłym do Holandii ze Szwajcarii.

## Nazwa
Początkowo cukierek nazywano spekje. Nazwa boterbabbelaar pojawiła się później i związana jest z tradycją, iż cukierek był podawany do drugiej filiżanki herbaty lub kawy podczas rozmowy (pierwszą filiżankę serwowano razem z jednym ciasteczkiem). Pełna nazwa cukierków w języku niderlandzkim brzmi Zeeuwse roomboterbabbelaars i pochodzi od słów:
boter – masło, roomboter – masło śmietankowe i babbelaar – gaduła). Bywa też nazywany cukierkiem maślanym (Zeeuwse botersnoepje).

## Produkcja

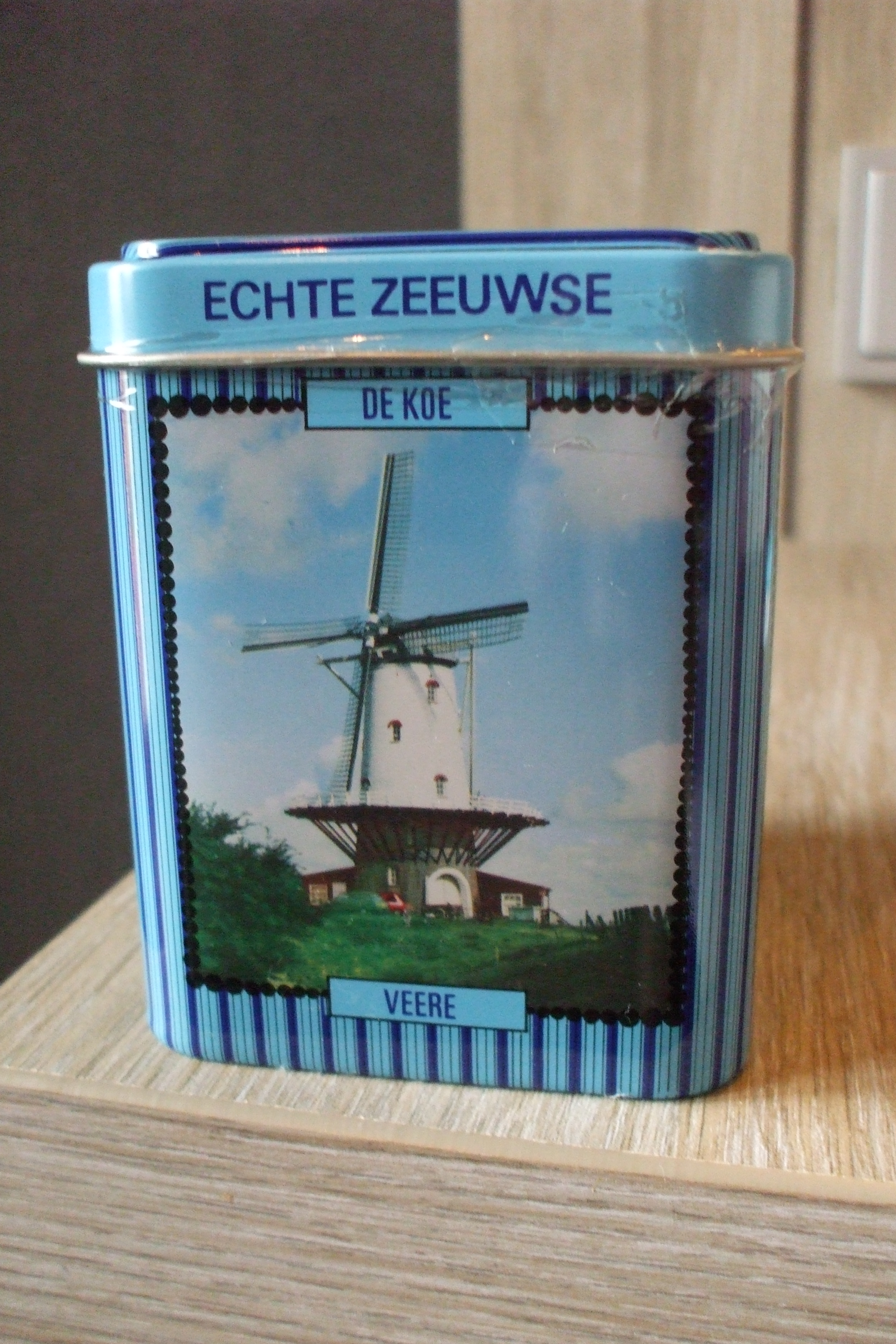
Puszka ozdobiona wiatrakiem

Metodą tradycyjną cukierki są produkowane ręcznie przy użyciu miedzianych kotłów. Podstawowymi składnikami do produkcji są: woda, cukier kryształ i masło. Dodatkowymi składnikami są: glukoza pochodzenia roślinnego i sól. Gotowanie masy na cukierki odbywa się w podciśnieniu. Tradycyjnie wyprodukowane cukierki nie zawierają żadnych syntetycznych środków poprawiających smak lub kolor ani konserwantów. Na rynku, obok cukierków wyprodukowanych ręcznie w tradycyjny sposób, są także obecne cukierki wyprodukowane fabrycznie według współczesnych receptur.

## Opakowanie
Od 1925 roku cukierki zaczęto pakować w ozdobne, metalowe puszki o różnych kształtach, które są obecnie ozdabiane wizerunkami typowymi dla Zelandii, np. starych wiatraków, osób w regionalnych strojach ludowych, morza i plaży. Mogą też być pakowane w plastikowe woreczki z ozdobnym nadrukiem. Spotyka się też cukierki pojedynczo owinięte w ozdobne papierki.

## Pamiątka
Cukierki są sprzedawane głównie jako pamiątka dla turystów odwiedzających prowincję. Są dostępne w sklepach pamiątkarskich, sklepach organizacji turystycznej ANWB i niektórych supermarketach na stoiskach ze słodyczami lub stoiskach z lokalnymi produktami spożywczymi.